# Тонаванда (индейская резервация)
Тонаванда (англ. Tonawanda Reservation; на языке сенека Ta:nöwöde) — индейская резервация, расположенная в северо-западной части штата Нью-Йорк, США.

## История
До XVII века на северо-западе современного штата Нью-Йорк обитали народы эри и венро, говорившие на языках из ирокезской группы. Сенека смогли оттеснить эти племена во время Бобровых войн и занять их земли. Во время Войны с французами и индейцами ирокезы воевали за британцев. Во время Войны за независимость США большая часть ирокезов снова встала на сторону британской короны, поскольку они надеялись положить конец колониальному вторжению европейцев; с этой целью ирокезы устроили несколько массовых убийств в колониальных поселениях, что спровоцировало Континентальную армию ответить экспедицией Салливана, которая уничтожила большую часть и без того обездоленных земель сенека.
После поражения Британии некоторые сенека вместе с другими ирокезами мигрировали в Верхнюю Канаду в резервацию Сикс-Нейшенс на реке Гранд-Ривер. Большинство сенека, оставшихся на территории современного штата Нью-Йорк, впоследствии были вынуждены уступить земли в соответствии с договором Канандайгуа 1794 года и договором Биг-Три 1797 года, что привело к созданию резерваций в западном Нью-Йорке, в том числе индейской резервации Тонаванда, площадь которой первоначально составляла 187 км².
В 1848 году в штате Нью-Йорк была образована индейская нация сенека, представляющая сенека как федерально признанное племя. Племя сформировало выборное правительство и приняло новую форму конституции. Группа тонаванда не хотела вносить такие изменения, а желала сохранить традиционные обычаи сенека, согласно которым, наследственные вожди выбирались матерями кланов и правили пожизненно. Таким образом в резервации Тонаванда была сохранена традиционная форма племенного правления.

## География
Резервация расположена на северо-западе штата Нью-Йорк и охватывает три округа, в порядке убывания площади территории этими округами являются — Дженеси (23,73 км²), Эри (4,76 км²) и Ниагара (2,07 км²).
Общая площадь резервации составляет 30,74 км², из них 30,56 км² приходится на сушу и 0,18 км² — на воду. Административным центром резервации является деревня Басом.

## Демография
Бюро переписи населения США собирает отдельные демографические данные для каждой части резервации.

### Округ Дженеси
Согласно федеральной переписи населения 2020 года в резервации проживал 241 человек. Расовый состав населения: белые — 19 чел., афроамериканцы — 1 чел., коренные американцы (индейцы США) — 195 чел., азиаты — 0 чел., океанийцы — 1 чел., представители других рас — 5 чел., представители двух или более рас — 20 человека. Испаноязычные или латиноамериканцы любой расы составили 6 человек. Плотность населения составляла 10,16 чел./км².

### Округ Эри
Согласно федеральной переписи населения 2020 года в резервации проживало 20 человек. Расовый состав населения: белые — 6 чел., афроамериканцы — 0 чел., коренные американцы (индейцы США) — 11 чел., азиаты — 0 чел., океанийцы — 0 чел., представители других рас — 0 чел., представители двух или более рас — 3 человека. Испаноязычные или латиноамериканцы любой расы составили 2 человека. Плотность населения составляла 4,2 чел./км².

### Округ Ниагара
Согласно федеральной переписи населения 2020 года население резервации в этом округе отсутствовало.

## Комментарии
1. ↑  В состав резервации входит часть населённого пункта.